# Steffen Winkler
Steffen Winkler (* 26. Juli 1952 in Chemnitz; † 1. November 2023) war ein deutscher Volkskundler und Museumsleiter.

## Leben
Nach dem Schulbesuch studierte Steffen Winkler an der Karl-Marx-Universität Leipzig Museologie und Deutsche Geschichte sowie Volkskunde an der Humboldt-Universität zu Berlin. Das Studium schloss er als Dipl.-Ethnograph ab. 1978 wurde er stellvertretender Direktor des Museums und der Kunstsammlung Schloss Hinterglauchau in der sächsischen Kreisstadt Glauchau. Ab 1979 leitete er im Museum die Arbeitsgemeinschaft „Junge Historiker“, in der Glauchauer Schüler bei Ausgrabungen unter anderem das Verlies des Schlosses Hinterglauchau freilegten. 1993 wurde er zum Direktor von Museum und Kunstsammlung berufen. Da er aus Sicht der Stadt Glauchau nicht mit dem gebotenen Tempo an der Klärung von Restitutionsansprüchen der Familie von Schönburg an rund 800 Museumsinventarien gearbeitet hätte, wurde er von dieser im März 2013 fristlos gekündigt. Dagegen setzte er sich mit einer Kündigungsschutzklage vor dem Arbeitsgericht Zwickau und dem Landesarbeitsgericht Sachsen erfolgreich zur Wehr, kehrte aber nicht in den Dienst zurück. 2018 ging Steffen Winkler in den Ruhestand.
Steffen Winkler war maßgeblich an der Herausgabe der Schriftenreihe Museum und Kunstsammlung Schloß Hinterglauchau beteiligt, deren Erscheinen mit dem letzten Heft 2008 eingestellt wurde. Ferner gehörte er dem Vergabegremium des Kulturpreises der Stadt Glauchau an.
Winkler war mit der Diplom-Restauratorin Anke Winkler (06.02.1956–28.09.2014) verheiratet. Anke Winkler war ebenfalls zeitweise Mitarbeiterin des Museums Schloss Hinterglauchau. Mehrere Fachartikel wurden von ihr in den Heften des Glauchauer Schlossmuseums herausgegeben.
Anfang November 2023 verstarb Steffen Winkler im Alter von 71 Jahren.
Anke und Steffen Winkler sind gemeinsam auf dem kleinen Friedhof in Meerane-Seiferitz beerdigt (linker Friedhofsteil in dritter Reihe).

## Schriften (Auswahl)
- Zur Geschichte des Glauchauer Museumswesens von den Anfängen bis 1945 sowie Abriß der Entwicklung des Glauchauer Museums von 1945 bis zur Gegenwart, in: Schriftenreihe. Heft 1. Hrsg. von Museum und Kunstsammlung Schloß Hinterglauchau, Stadt Glauchau, 1979, S. 26–34.
- Der Innungsbrief der Glauchauer Weber von 1528, in: Schriftenreihe Heft 2, Museum und Kunstsammlung Schloss Hinterglauchau, Glauchau, 1980, S. 2–11.
- „Ich weiß eine alte Kunde…“ Sagen und sagenhafte Erzählungen aus Glauchau und Umgebung (= Schriftenreihe Museum und Kunstsammlung Schloß Hinterglauchau, Sonderheft), Glauchau, 1981.
- (mit Wolf-Dieter Röber): Kloster Geringswalde, in: Schriftenreihe Heft 6, Museum und Kunstsammlung Schloss Hinterglauchau, Stadt Glauchau, 1986, S. 35–39.
- (mit anderen Autoren): Cluchowe – Glauchau. Beiträge zur Stadtgeschichte; hrsg. aus Anlaß der 750-Jahr-Feier, Glauchau, 1990.
- (mit Robby Joachim Götze und Wolf-Dieter Röber): Glauchau in drei Jahrhunderten. Beiträge zur Stadt- und Schloßgeschichte, Horb am Neckar: Geiger-Verlag, o. J.
- Noch eine Würdigung – Prof. D. Dr. phil. Dr. jur. h. c. Walter Schlesinger zum Gedächtnis. In: Robby Joachim Götze: Museum und Kunstsammlung Schloss Hinterglauchau (= Schriftenreihe. Heft 9). Stadt Glauchau 1992, S. 41–48.
- (mit Robby Joachim Götze): Museum und Kunstsammlung Schloß Hinterglauchau (= Schriftenreihe Museum und Kunstsammlung Schloss Hinterglauchau, 9), Glauchau, 1992.
- (mit Edgar Müller): Glauchau, Industriestadt im Grüne, Horb am Neckar: Geiger-Verlag, 1993.
- Sächsische Herrscher, Reichenbach/V.: Bild und Heimat Verlags-Gesellschaft, 1995.
- Festschrift zur Wiedereröffnung der Kapelle "St. Marien" zu Schloß Hinterglauchau 1999. 1979–1999, 20 Jahre Schriftenreihe; 1884–1999, 115 Jahre Museum Glauchau (= Schriftenreihe Museum und Kunstsammlung Schloss Hinterglauchau), Glauchau, 1999.
- Laudatio für Wolf-Dieter Röber, in: Sächsische Heimatblätter 50 (2004), Heft 4, S. 327. ISSN 0486-8234
- "Zur Geschichte der Glauchauer Brüderschaft der Zeug-, Leinen- und Wollweber", In: Schriftenreihe Heft 3, Museum und Kunstsammlung Schloss Hinterglauchau, Glauchau 1981